# Réservoir Cabonga
Das Réservoir Cabonga ist ein 484 km² großer Stausee in der kanadischen Provinz Québec. Der Seename leitet sich aus der Sprache der Algonkin ab, "kakibonga" hat die Bedeutung von „völlig mit Sand blockiert“.

## Lage
Der Stausee befindet sich 220 km nordnordwestlich von Ottawa sowie 130 km südöstlich von Val-d’Or. Die Gesamtfläche einschließlich Inseln beträgt 677 km². Er liegt vollständig in der Réserve faunique La Vérendrye. Das Reservat der First Nation von Lac-Rapide befindet sich am Westufer.
Der Stausee hat zwei Abflüsse: nach Südosten über den Rivière Gens de Terre, ein Zufluss des Réservoir Baskatong und des Rivière Gatineau, sowie ein weiterer Abfluss nach Nordwesten zum Lac Barriére und Réservoir Dozois.

## Geschichte
Vor dem Aufstau seines Abflusses war der Lac Cabonga der größte See zwischen den beiden Flusssystemen von Rivière Gatineau und dem Ottawa River. 
1851 errichtete die Hudson’s Bay Company einen Handelsposten an diesem See (und nannten ihn Kakabonga). 
1873 brannte der Handelsposten nieder. Er wurde durch einen neuen Stützpunkt am Lac Barrière ersetzt.
In den Jahren 1928 und 1929 wurde am Abfluss des Sees, dem Rivière Gens de Terre ein Staudamm angelegt.
Zweck des Damms war die Flussregulierung für die Flößerei weiter abstrom.
Nicht weniger als 37 natürliche Seen wurden durch den Aufstau zu einem 484 km² großen Reservoir zusammengefasst.

## Seefauna
Folgende Fischarten sind im Stausee anzutreffen: Amerikanischer Seesaibling, Glasaugenbarsch, Blauer Glasaugenbarsch, Hecht, See-Stör, Heringsmaräne, Kanadischer Zander, Amerikanischer Flussbarsch, Saugkarpfen (Catostomus commersonii).